# Podagrion koebelei
Podagrion koebelei är en stekelart som beskrevs av Crawford 1912. Podagrion koebelei ingår i släktet Podagrion och familjen gallglanssteklar. Inga underarter finns listade i Catalogue of Life.